# Aleix Martínez
Aleix Martínez  (Barcelona, Cataluña, 17 de mayo de 1992) es un bailarín y coreógrafo español actualmente trabajando con el Hamburg Ballet. Recibió el Prix de Lausanne 2008 y el Premio Positano Leonide Massine.
Desde joven le gustó la danza y el ballet. Empezó a practicarlo a los 5 años en la escuela David Campos, donde años más tarde empieza a colaborar en las producciones de la Compañía de ballet de Santa Coloma - David Campos. Hasta que a los 13 años marcha de casa para seguir sus estudios en Studio Colette Armand de Marsella (bajo la dirección de Patrick Armand), donde ganó diferentes premios tanto nacionales como internacionales franceses. En el 2008 obtuvo el primer premio del Prix de Lausanne 2008, un concurso internacional de renombre mundial, de donde han salido varias de las grandes estrellas de la danza clásica. Gracias a este premio obtuvo una beca para seguir sus estudios en la escuela del ballet de Hamburgo bajo la dirección de John Neumeier. Ese mismo año ganó el Premio Positano Leonide Massine como joven promesa de la danza.
A partir de la temporada 2010 entró a formar parte del Hamburg Ballet John Neumeier. Ese mismo año se le hace entrega del premio "Amigos de Honor" de la Casa de la Danza, La Rioja. El año 2012 fue premiado como "joven promesa de la danza" por parte de la revista alemana Tanz, por su papel, Louis, en la nueva creación de John Neumeier "Liliom", y por su propia coreografía Trencadis, estrenada en el mes de marzo en el Shauspielhaus de Hamburgo. El mismo año participó en el "Erik Bruhn Competition" con el pas de deux de la "Sylphide" (Bournonville), y una nueva creación, "Like a petal deep in the water", de Sasha Riva. Recientemente ha sido galardonado con el premio Dr. Wilhelm Oberdörffer-Preise 2013 para jóvenes artistas del Hamburg Staatsoper.